# Ford Fiesta ST Cup
De Ford Fiesta ST Cup was een merkenklasse in Duitsland. De klasse is bedacht in 2003, als opvolger van de Ford Puma Cup. 2007 was het laatste seizoen van deze klasse. Deze klasse behoort tot de Beru Top 10 evenementen. Dat betekent dat de races supportraces zijn voor grote evenementen zoals de DTM.

## De auto
De auto is een raceversie van de Ford Fiesta. Ze zijn in een gelimiteerde oplage van 50 stuks geproduceerd in de Ford fabriek in Keulen. Het gewicht van de auto is omlaag gebracht naar 940kg. De 1.6L Duratec ST motor levert een vermogen van 170pk. 

## Kampioenen
| Jaar | Coureur         | Team                       |
| ---- | --------------- | -------------------------- |
| 2003 | Ralf Martin     | Team Lauderbach Motorsport |
| 2004 | Carsten Seifert | Racing Team East           |
| 2005 | Ralf Martin     | Team Lauderbach Motorsport |
| 2006 | Carsten Seifert | Racing Team East           |
| 2007 | Ralf Martin     | Team Lauderbach Motorsport |